# Psychrophile

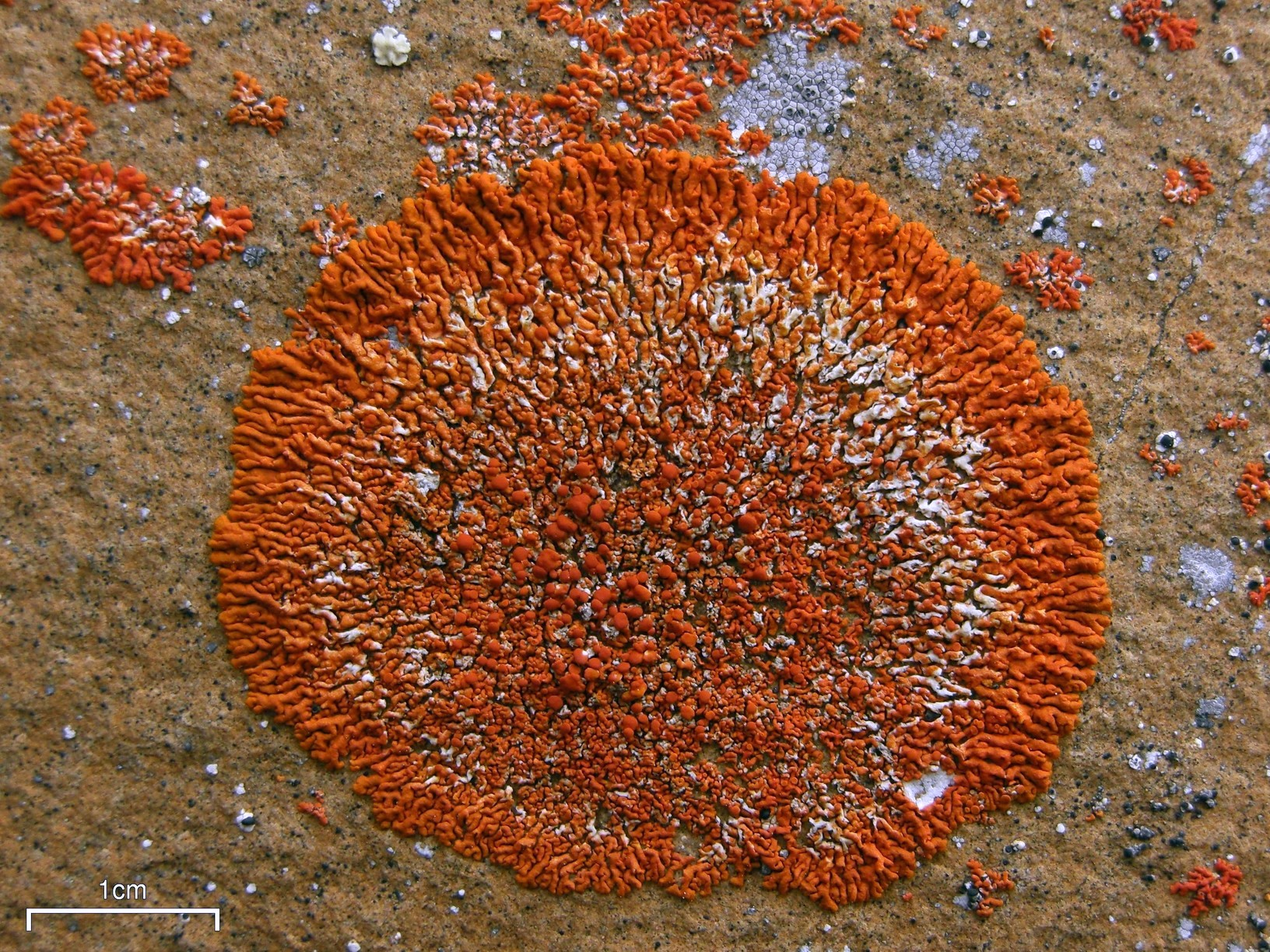
Le lichen Xanthoria elegans peut effectuer la photosynthèse jusqu'à.

Un psychrophile (du grec ψυχρός / psukhros, « le froid », et φίλος / phílos, « ami »), psychrotolérant ou cryophile (du grec κρύος / krúos, « froid ») est un organisme capable de vivre dans les mers polaires ou les abysses (90 % du volume des océans est en dessous de 5 °C [41 °F]), les sols gelés ou dans les glaciers.
Des représentants de la majorité des taxons du vivant sont capables de vivre provisoirement dans des environnements dont la température se situe juste en dessous de 0 °C, mais on ne parle de psychrophiles que s'ils ont besoin de ces basses températures pour assurer tout leur cycle de vie (leur température optimale de vie doit être inférieure à 15 °C et ils ne croissent pas ou meurent au-delà de 15 °C). On ne connait pas (en 2008) d'organismes capables de se reproduire en dessous de −12 °C. Ce sont souvent des micro-organismes (bactéries et archées).

## Bactéries et archées psychrophiles
Classiquement, ces organismes se développent de manière optimale vers 15 °C avec une température maximale de croissance proche de 20 °C, mais ils peuvent encore vivre et se multiplier à 0 °C et même largement en-dessous. Ils sont trouvés dans des environnements comme l'eau de mer des océans Arctique ou Antarctique qui ne gèle pas à 0 °C, dans des sols glacés et salés par exemple.
Des membres du genre Pseudomonas, de la famille des Flavobacteriaceae, certains Bacillus, certains Clostridium, des Psychrobacter, des Arthrobacter sont des exemples de bactéries psychrophiles. Certains Pseudomonas sont même capables d'abaisser le point de congélation de l'eau en-dessous de 0 °C.[réf. nécessaire]
Certaines algues psychrophiles se développent dans ou sur la neige ou la glace des glaciers dans les régions polaires ou les montagnes. 
Quand elles se développent massivement, elles peuvent colorer de rouge ou vert la surface de la neige. C'est le cas de l'algue de neige, Chlamydomonas nivalis.

## Mécanismes adaptatifs
Les micro-organismes psychrophiles possèdent des adaptations physiologiques et écologiques aux environnements froids. 
- Le froid diminue la fluidité et la perméabilité des membranes cytoplasmiques. En réponse à cela, les organismes augmentent le ratio d'acide gras insaturé sur acide gras saturé dans les membranes lipidiques. Les cellules sont protégées contre la formation de glace et contre le dégel.
- Les protéines et enzymes sont adaptées au froid.

Le fonctionnement au niveau moléculaire des protéines et enzymes psychrophiles est étudié afin de mieux comprendre l'adaptation au froid et pour des applications biotechnologiques éventuelles.
Les organismes psychrotrophes sont des micro-organismes possédant une bonne résistance au froid et pouvant croître à des températures comprises entre 0 et 40 °C. Ils ont une importance en microbiologie alimentaire car ils peuvent se multiplier dans des environnements réfrigérés et causer des détériorations des aliments ou des pathologies humaines à la suite de la consommation de ces aliments contaminés (Aeromonas, Pseudomonas, certaines espèces de la famille des Enterobacteriaceae ou encore Listeria monocytogenes).

## Animaux
Des poissons prospèrent dans les eaux glacées de l'océan Austral et à proximité du talus continental de l'Antarctique. Ces poissons sont adaptés à ce type d'environnement extrême. Par exemple, les espèces de la famille des Nototheniidae sécrètent des protéines antigel et possèdent des activités enzymatiques plus efficaces que celles d'autres poissons. Les Channichthyidés quant à eux, ne possèdent pas d'hémoglobine dans leur sang, ce qui selon le Pr Guillaume Lecointre est l'unique exception chez les vertébrés.
Le ver de glacier Mesenchytraeus solifugus peut tolérer une température jusqu'à −7 °C sans congeler.